# جون ليون ويليامسون
جون ليون ويليامسون (بالإنجليزية: John Leon Williamson)‏ هو عسكري أمريكي، ولد في 5 نوفمبر 1921 في Ash, North Carolina ‏ في الولايات المتحدة، وتوفي في 12 نوفمبر 1942.